# Kirchberg am Wechsel
Pour les articles homonymes, voir Kirchberg.
Kirchberg am Wechsel est une commune autrichienne du district de Neunkirchen en Basse-Autriche.